# Lijst van voetbalinterlands Gambia - Liberia
Deze lijst van voetbalinterlands is een overzicht van alle officiële voetbalwedstrijden tussen de nationale teams van Gambia en Liberia. De landen hebben tot op heden tien keer tegen elkaar gespeeld. De eerste ontmoeting was een vriendschappelijke wedstrijd op 4 februari 1979 in Monrovia. Het laatste duel, eveneens een vriendschappelijke wedstrijd, werd gespeeld op 24 juli 2011 in de Liberiaanse hoofdstad.

## Wedstrijden
| №  | Plaats   | Datum            | Competitie                   | Wedstrijd        | Uitslag |
| -- | -------- | ---------------- | ---------------------------- | ---------------- | ------- |
| 1  | Monrovia | 4 februari 1979  | Vriendschappelijk            | Liberia − Gambia | 1 − 0   |
| 2  | Monrovia | 9 november 1980  | Afrika Cup 1982 kwalificatie | Liberia − Gambia | 0 − 0   |
| 3  | Banjul   | 23 november 1980 | Afrika Cup 1982 kwalificatie | Gambia − Liberia | 1 − 1   |
| 4  | Bakau    | 1 juni 1996      | WK 1998 kwalificatie         | Gambia − Liberia | 2 − 1   |
| 5  | Accra    | 23 juni 1996     | WK 1998 kwalificatie         | Liberia − Gambia | 4 − 0   |
| 6  | Bakau    | 12 oktober 2003  | WK 2006 kwalificatie         | Gambia − Liberia | 2 − 0   |
| 7  | Monrovia | 16 november 2003 | WK 2006 kwalificatie         | Liberia − Gambia | 3 − 0   |
| 8  | Monrovia | 1 juni 2008      | WK 2010 kwalificatie         | Liberia − Gambia | 1 − 1   |
| 9  | Bakau    | 6 september 2008 | WK 2010 kwalificatie         | Gambia − Liberia | 3 − 0   |
| 10 | Monrovia | 24 juli 2011     | Vriendschappelijk            | Liberia − Gambia | 3 − 2   |

## Samenvatting
| Competitie              | Totaal gespeeld | Winst Gambia | Gelijk | Winst Liberia | Doelsaldo Gambia – Liberia |
| ----------------------- | --------------- | ------------ | ------ | ------------- | -------------------------- |
| WK-kwalificatie         | 6               | 3            | 1      | 2             | 8 − 9                      |
| Afrika Cup-kwalificatie | 2               | 0            | 2      | 0             | 1 − 1                      |
| Vriendschappelijk       | 2               | 0            | 0      | 2             | 2 − 4                      |
| Totaal                  | 10              | 3            | 3      | 4             | 11 − 14                    |

GFA · A-internationals · Olympische elftal · Gambiaans vrouwenelftal
Algerije ·
Angola ·
Benin ·
Burkina Faso ·
Burundi ·
Centraal-Afrikaanse Republiek ·
China ·
Comoren ·
Congo-Brazzaville ·
Congo-Kinshasa ·
Denemarken ·
Djibouti ·
Equatoriaal-Guinea ·
Gabon ·
Ghana ·
Guinee ·
Guinee-Bissau ·
Ivoorkust ·
Kaapverdië ·
Kameroen ·
Kenia ·
Kosovo ·
Lesotho ·
Liberia ·
Libië ·
Luxemburg ·
Madagaskar ·
Mali ·
Marokko ·
Mauritanië ·
Mexico ·
Namibië ·
Nieuw-Zeeland ·
Niger ·
Nigeria ·
Oeganda ·
Saoedi-Arabië ·
Senegal ·
Seychellen ·
Sierra Leone ·
Tanzania ·
Togo ·
Tsjaad ·
Tunesië ·
Verenigde Arabische Emiraten ·
Zambia ·
Zuid-Afrika ·
Zuid-Soedan
LFA · Liberiaans vrouwenelftal
Interlands
Tegenstander:
Algerije ·
Angola ·
Benin ·
Botswana ·
Burkina Faso ·
Burundi ·
Centraal-Afrikaanse Republiek ·
Colombia ·
Congo-Brazzaville ·
Congo-Kinshasa ·
Djibouti ·
Egypte ·
Equatoriaal-Guinea ·
Ethiopië ·
Gabon ·
Gambia ·
Ghana ·
Guinee ·
Guinee-Bissau ·
Indonesië ·
Irak ·
Ivoorkust ·
Kaapverdië ·
Kameroen ·
Kenia ·
Lesotho ·
Libië ·
Madagaskar ·
Malawi ·
Maleisië ·
Mali ·
Marokko ·
Mauritanië ·
Mauritius ·
Mexico ·
Namibië ·
Niger ·
Nigeria ·
Oeganda ·
Oman ·
Papoea-Nieuw-Guinea ·
Rwanda ·
Sao Tomé en Principe ·
Senegal ·
Sierra Leone ·
Soedan ·
Tanzania ·
Thailand ·
Togo ·
Tsjaad ·
Tunesië ·
Zambia ·
Zimbabwe ·
Zuid-Afrika